# NGC 1252
NGC 1252 é um aglomerado aberto na direção da constelação de Horologium. O objeto foi descoberto pelo astrônomo John Herschel em 1834, usando um telescópio refletor com abertura de 18,6 polegadas. 